# Brage Skaret
Brage Skaret (Skedsmokorset, 2002. április 28. –) norvég korosztályos válogatott labdarúgó, a Fredrikstad hátvédje.

## Pályafutása

### Klubcsapatokban
Brage Skaret a norvégiai Skedsmokorsetben született. Az ifjúsági pályafutását a helyi Skedsmo csapatában kezdte. 2018-ban Vålerenga akadémiájához igazolt.
2018-ban mutatkozott be a Vålerenga tartalék, majd 2020-ban az első csapatában. Először a 2020. december 22-ei, IK Start elleni mérkőzésen a 88. percben Magnus Lekven cseréjeként lépett pályára. Első gólját 2021. július 25-én, a Lyn ellen 4–0-ra megnyert kupamérkőzésen szerezte. 2022. augusztus 19-én a Fredrikstadhoz igazolt.

### A válogatottban
2021-ben mutatkozott be a norvég U20-as válogatottban. Skaret a 2021. szeptember 6-ai, Németország elleni Elite League mérkőzésen debütált.

## Statisztikák
2022. szeptember 11. szerint
| Klub        | Szezon   | Osztály     | Bajnokság | Bajnokság | Kupa  | Kupa | Nemzetközi | Nemzetközi | Összesen | Összesen |
| Klub        | Szezon   | Osztály     | Meccs     | Gól       | Meccs | Gól  | Meccs      | Gól        | Meccs    | Gól      |
| ----------- | -------- | ----------- | --------- | --------- | ----- | ---- | ---------- | ---------- | -------- | -------- |
| Vålerenga   | 2020     | Eliteserien | 1         | 0         | 0     | 0    | —          | —          | 1        | 0        |
| Vålerenga   | 2021     | Eliteserien | 8         | 0         | 1     | 1    | —          | —          | 9        | 1        |
| Vålerenga   | 2022     | Eliteserien | 1         | 0         | 0     | 0    | —          | —          | 1        | 0        |
| Vålerenga   | Összesen | Összesen    | 10        | 0         | 1     | 1    | 0          | 0          | 11       | 1        |
| Fredrikstad | 2022     | OBOS-ligaen | 4         | 0         | 0     | 0    | —          | —          | 4        | 0        |
| Összesen    | Összesen | Összesen    | 15        | 0         | 1     | 1    | 0          | 0          | 15       | 1        |

## Fordítás
Ez a szócikk részben vagy egészben  a   Brage Skaret című angol Wikipédia-szócikk fordításán alapul.  Az eredeti cikk szerkesztőit annak laptörténete sorolja fel. Ez a jelzés csupán a megfogalmazás eredetét és a szerzői jogokat jelzi, nem szolgál a cikkben szereplő információk forrásmegjelöléseként.